# Hospital Block

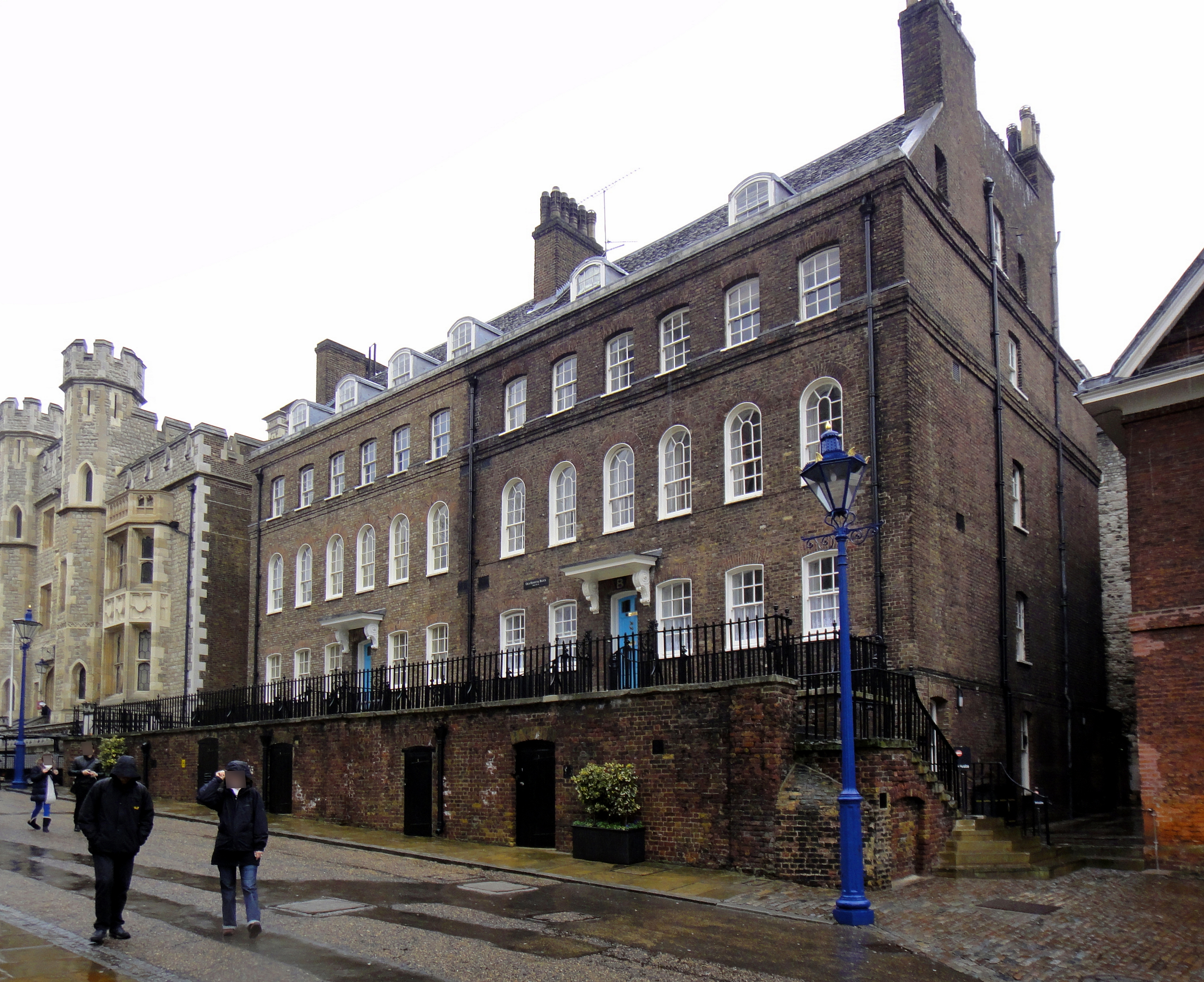
Hospital Block im März 2013

Der Hospital Block, auch Old Hospital Block, ist ein dreistöckiges Backsteingebäude im inneren Festungsring des Tower of London. Es dient als Wohnhaus für vier Angestellte des Tower of London. Wie jedes Gebäude im Tower ist es als eigenständiges Denkmal geschützt, zusammen mit der Terrasse vor dem Gebäude und dem daran angebrachten eisernen Gitter.
Das Gebäude bestand ursprünglich aus zwei Häusern. Diese wurden 1718 zum Preis von £3000 durch das Board of Ordnance als Wohnhäuser für vier Angestellte des Board of Ordnance gebaut. Im Krimkrieg wurden die beiden Häuser zu einem Gebäude verbunden. Es erhielt seinen jetzigen Namen, als Kriegsinvaliden dort untergebracht wurden.
Im Zweiten Weltkrieg wurden hier kurzzeitig deutsche Kriegsgefangene, meist U-Boot-Besatzungen, untergebracht, bevor diese in Lager im Norden Englands verlegt wurden. Der letzte dieser Gefangenen verließ den Tower im Mai 1940. Die Deutschen entgingen so den deutschen Fliegerbomben, die den Hospital Block im September 1940 teilweise zerstörten. Der Nordflügel des Gebäudes wurde danach abgerissen.